# 抚宁区
抚宁区是中国河北省秦皇岛市所辖的一个市辖区。區人民政府駐撫寧鎮金山大街2號。
原为抚宁县，2015年7月撤县设区，同时将石门寨镇、驻操营镇、杜庄镇划归秦皇岛市海港区管辖，将牛头崖镇划归北戴河区管辖。

## 行政区划
抚宁区下辖2个街道办事处、5个镇、2个乡：
骊城街道、抚宁镇、留守营镇、榆关镇、台营镇、大新寨镇、坟坨镇和茶棚乡。

## 人口
截至2020年11月1日零時，撫寧區常住人口中，男性人口為148258人，佔50.91%；女性人口為142953人，佔49.09%。0-14歲人口為43349人，佔14.89%；15-59歲人口為170360人，佔58.50%；60歲及以上人口為77502人，佔26.61%。全区常住人口為291211人。

## 交通
- 102国道过境。
- 津山铁路抚宁站。